# Mamma, Jamie ha i tentacoli!
Mamma, Jamie ha i tentacoli! (Jamie a des tentacules) è una serie televisiva di animazione francese, prodotta dalla Samka Productions in collaborazione con Canal+ e France Télévisions. La serie debutta in Francia il 24 febbraio 2014 su France 3 e viene poi mandata in onda in Italia su K2 dal 1º dicembre 2014.
La serie è composta da 2 stagioni da 104 episodi ed attualmente è in corso di produzione una terza stagione.

## Trama
Jamie, principe del pianeta Blarb, vola verso la Terra per scappare dai perfidi Vlok, che vogliono divorarlo. I Vlok per riuscire a catturarlo mandano sulla terra un agente speciale che con la sua pistola trasforma una mucca in un mutante al suo servizio. Jamie incontra Erwin Walsh, un giovane terrestre che diventerà il suo migliore amico nel bene e nel male. Ora Jamie vive con la famiglia Walsh, mostrandosi come l'amico di penna di Erwin, ragazzino senza amici, ma deve fare attenzione, perché la sorellina Praline vuole far sapere a tutti il suo segreto, fortunatamente nessuno ci crede.

## Personaggi
- Principe Jamie Blarb III: Il principe del pianeta Blarb, vola sulla terra per scappare dai Vlok ed è il migliore amico di Erwin. Sua mamma gli ha confezionato un vestito da terrestre per non farsi notare che però gli prude. Per comunicare con i genitori usa un transponder che funziona da teletrasporto, scambia corpi ecc. Ha quattro occhi, uno più alto degli altri e una gigantesca bocca, con un numero infinito di tentacoli allungabili che però si possono annodare. Può diventare una ragazza e sparare palle di fuoco dalla bocca.
- Erwin/Nerdy Walsh: Un ragazzino molto allergico che non ha amici, tranne Jamie. È innamorato della cugina di quest'ultimo: Josette. È appassionato di DVD, cartoni, personaggi e giornali di Falfatrax e Stagnatrax. Nella versione originale della serie si chiama Nerdy.
- Praline Walsh: È la sorella di Erwin, cerca sempre di far smascherare Jamie, ma, inutile dirlo, fallisce miserabilmente ogni volta. Ama i mini-pony, in particolare ricordiamo Signor Pon-Pon, Signor fiordicampo ecc.
- Iris Mermoz: Un'amica di Erwin, sembra che lui provi attrazione per lei.
- Sign.ra Walsh: È la mamma di Erwin e Praline, non crede a quello che dice quest'ultima su Jamie. Si preoccupa per Erwin.
- Sign. Walsh: È il papà di Erwin e Praline, è appassionato di astronomia.
- Mich: Un amico di Erwin che possiede un negozio in città da come visto in Uomo tentacolo. Compare in pochi episodi ed è a conoscenza del segreto di Jamie.
- Tenente Eye-Contact: È un robot modello dei Vlok, mandato dal generale per catturare Jamie, ama travestirsi e la moda. È nascosto in una cupola di vetro sostenuta da quattro pinze, del suo vero aspetto si vedono solo gli occhi. Ha spesso vari piani per prendere Jamie che però finiscono sempre male. Ha la fobia per le formiche e la notte mette la maschera di bellezza con i cetrioli.
- Sergente Gratchett: È una mucca che Eye-Contact trasforma in un mutante al suo servizio dopo averla scambiata per un terrestre quando atterrò per la prima volta sulla Terra. È una spia che sta in piedi e parla. Odia travestirsi. Assieme al tenente vive in una fattoria e si prende cura delle galline. Ha sempre ottime idee per catturare Jamie ma viene screditato e umiliato in continuazione dal tenente e dai Vlok con i quali discute al telefono.
- Generale Vlok: Il cattivo principale, che vuole divorare Jamie, nell'episodio Perdenti nati ci riesce, ma per solo qualche secondo, perché Jamie, Erwin e Preston riescono a fuggire col teletrasporto.
- Johnny: Un amico/nemico di Erwin, diventa buono con lui nell'episodio Pace & amore. È un ragazzo di colore.
- Mamma di Iris: A volte conosciuta come "Signora Mermoz", ha capelli lunghi e un naso appuntito e allungato, con una maglia rosa. Compare in molti episodi, anche come personaggio di poca rilevanza come in La festa di Zloboniarf! o in Jamie supereroe.
- Mamma di Johnny: madre di Johnny, una grassa signora di colore dai capelli ricci e neri.
- Papà di Johnny: padre di Johnny, un uomo di colore.
- Josette: è la cugina di Jamie, innamorata di Erwin. Viene interpretata dal segretario Vlok nell'episodio La cugina Josette ed appare solo alla fine di esso in carne ed ossa.
- Segretario del generale Vlok: è il vicecomandante dei Vlok, nell'episodio La cugina Josette interpreta la cugina di Jamie, Josette. In un episodio è a capo di una rivolta contro il Generale Vlok, disintegrando quest'ultimo e prendendone il posto. Aveva mandato alcuni soldati Vlok sulla Terra per essere istruiti da Jamie prima della rivolta, promettendo che non avrebbe cercato di divorarlo. Alla fine dell'episodio rompe la promessa fatta al principe.
- Regina Emilia Blarb III: La regina di Blarb, è anche la mamma di Jamie, compare dal vivo in molti episodi, fa da protagonista in Trattato di pace, dove viene sulla Terra per visitare Jamie, come fa in L'invito.
- Re Moris Blarb III: Il re di Blarb, è anche il papà di Jamie, compare in molti episodi e ha una folta barba. Compare travestito da umano solo in L'invito.
- Preston: Il cugino di Erwin, molto vanitoso e si crede superiore al cugino battendolo in tante cose (tranne a chi ride per primo), compare solo nell'episodio Perdenti nati in cui viene a far visita a Erwin e Eye-Contact lo ipnotizza con la pistola che ha usato su Gratchett, permettendogli di catturare Jamie e spedirlo al Generale sul pianeta dei Vlok, sfortunatamente Eye-Contact non ha eliminato la vanità di Preston e per questo non solo il ragazzo tenta di prendere il posto di Eye-Contact e Gratchett, ma vuole anche essere boss dell'universo e per questo prende il posto del Generale, ma verrà sconfitto da Erwin e rispedito sulla Terra con il cugino e Jamie.

## Doppiaggio
|                    | Doppiaggio originale     | Doppiaggio italiano                             |
| Jamie              | Gabriel Bismuth Bienaimè | Daniele Raffaeli                                |
| Erwin/Nerdy        | Marc Saez                | Gabriele Patriarca                              |
| Sergente Gratchett | Michel Elias             | Francesco De Francesco                          |
| Tenente EyeContact | Jèrèmy Prevost           | Leonardo Graziano                               |
| Praline            | ?                        | Eva Padoan                                      |
| Sig.ra Walsh       | ?                        | Laura Nicolò                                    |
| Signor Walsh       | ?                        | Sergio Lucchetti                                |
| Generale Vlok      | ?                        | Mario Bombardieri                               |
| Segretario Vlok    | ?                        | Francesco Meoni                                 |
| Mitch              | ?                        | Paolo Vivio                                     |
| Iris Mermoz        | ?                        | Monica Volpe                                    |
| Johnny             | ?                        | Ivan Andreani                                   |
| Re Blarb           | ?                        | Daniele Valenti                                 |
| Regina Blarb       | ?                        | Rita Baldini                                    |
| Agente J           | ?                        | Emiliano Reggente                               |
| Agente K           | ?                        | Daniele Valenti (St.1) Emiliano Reggente (St.2) |
| Edwin              | ?                        | Alessio Puccio                                  |
| Gerry              | ?                        | ?                                               |
| Signora Mermoz     | ?                        | Alessia Amendola                                |
| Madre di Johnny    | ?                        | Rosalba Bongiovanni                             |

## Episodi
| Stagione         | Episodi | Prima TV Italia | Prima TV Francia |
| ---------------- | ------- | --------------- | ---------------- |
| Prima stagione   | 52      | 2014-2015       | 2014-2015        |
| Seconda stagione | 52      | 2016            | 2016-2017        |